# Miskolci Likőrgyár Zrt.
A Miskolci Likőrgyár Zrt. megalapításának gondolata 1916-ban született meg a város vezetőiben, akik 1917-ben kapták meg az engedélyt, hogy a város kezdeményezésére szeszfőzdét állítsanak fel a Zsolcai kapunál. A megalapított szeszgyár Miskolc jelenleg is működő, legrégebbi szeszgyára, amely eredetileg borkereskedésként működött, majd 1921-től égetett szeszesitalok és likőrök gyártásával foglalkozott. Jelenleg 130 fajta terméket forgalmaznak.

## Története

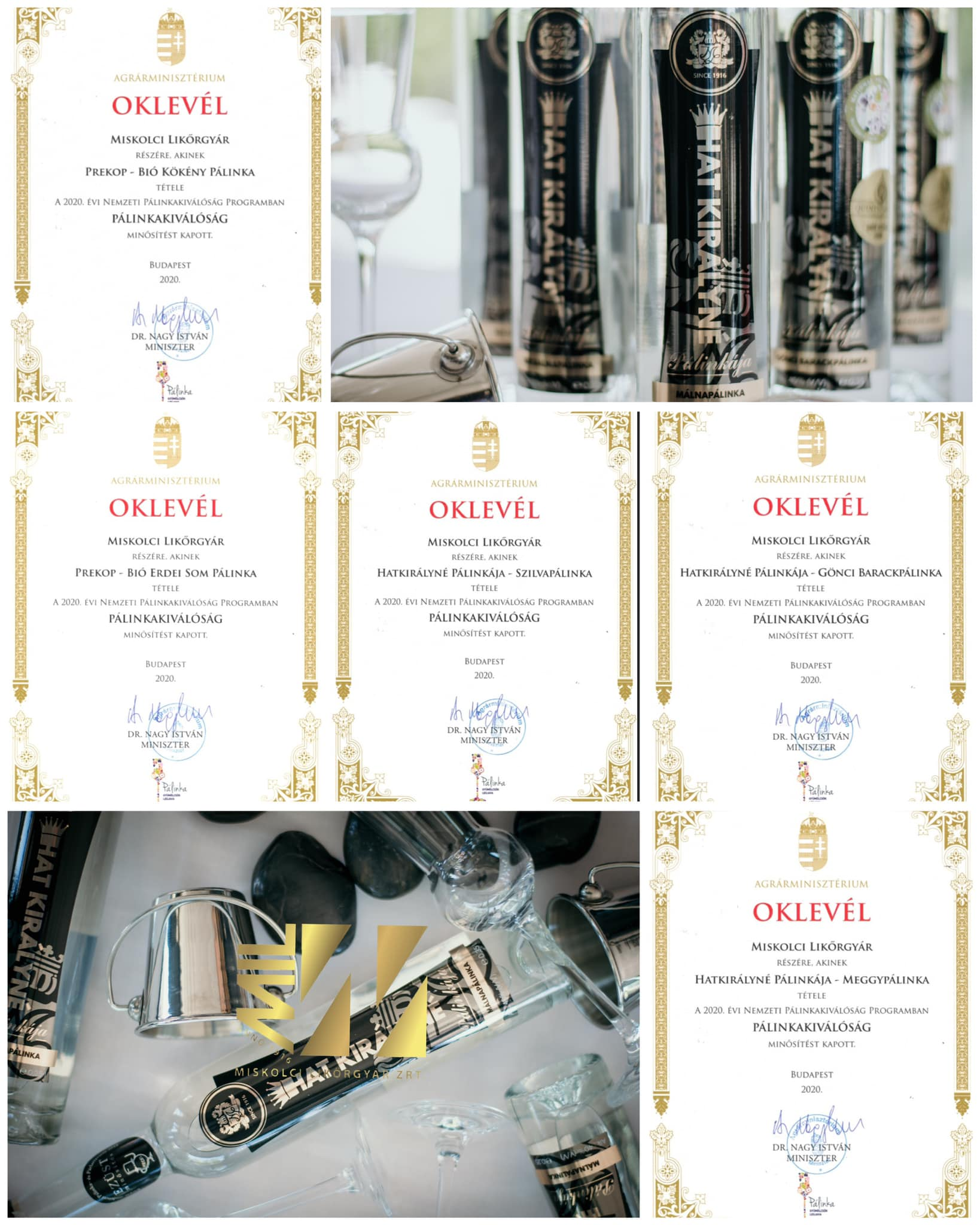
Az Agrárminisztérium által meghirdetett 2020-as Nemzeti pálinkakiválósági programban öt terméket is díjaztak: a Hatkirályné Meggypálinkát, a Hatkirályné - Gönci Barackpálinkát, a Hatkirályné Szilvapálinkát, a Prekop-Bio Erdei Som Pálinkát és Prekop Bio Kökény Pálinkát.

### Az alapítás története (1916-1921)
A miskolciak 1916-ban kezdeményezték egy saját, városi szeszfőzde felállítását az akkoriban elsősorban magántulajdonban működő szeszgyárak mellett. Miskolc város 1917. április 23-án kapta meg az engedélyt a Központi Szeszfőzde felállítására.
„A városra nehezedő háborús terhek késztették az önkormányzatot, hogy egy biztos bevételt jelentő vállalkozást hozzon létre, amikor 1917-ben felállította a Városi Központi Szeszfőzdét. A Zsolcai kapuban, az egykori szénégető helyén (akkor Vay. u. 45. sz.) alatt megnyílt szeszfőzde 8 munkással évente 2300 hl pálinkát, rumot, likőrt állított elő. A gyártott szeszt a Búza téren létesített elárusítóhelyen értékesítette."
Miskolc város „közönsége” 1917 őszén pedig elnyerte 5 évre a kizárólagossági jogot a Központi Szeszfőzde felállítására. Ez idő alatt a vállalkozás folyamatosan fejlődött. 1920 végére 42 községből szerezte be a nyersanyagot a gyártáshoz.
Miskolc thjf. város Törvényhatósági Bizottsága az 1920. november 30-án tartott közgyűlésén elhatározta, hogy a Városi Központi Szeszfőzde üzemének tevékenységét rum- és likőrgyártásra is kiterjeszti. Ez a döntés eredményezte, hogy a 87000/916. P. Ü. M. rendelet értelmében a Központi Szeszfőzde céggé alakuljon. Az alapítók dr. Szentpáli István polgármester, dr. Hodobay Sándor helyettes polgármester és tanácsnok, Nikkel József és Csontó Dezső tanácsnokok, továbbá dr. Silbiger Bertalan voltak. 1921. január 19-én létrejött dr. Szentpáli István polgármester vezetésével a Városi Központi Szeszfőzde, melynek elsődleges tevékenysége a rum, likőr és egyéb égetett szeszes italok gyártása lett. A szeszfőzde szakmai vezetője Vas Simon lett.

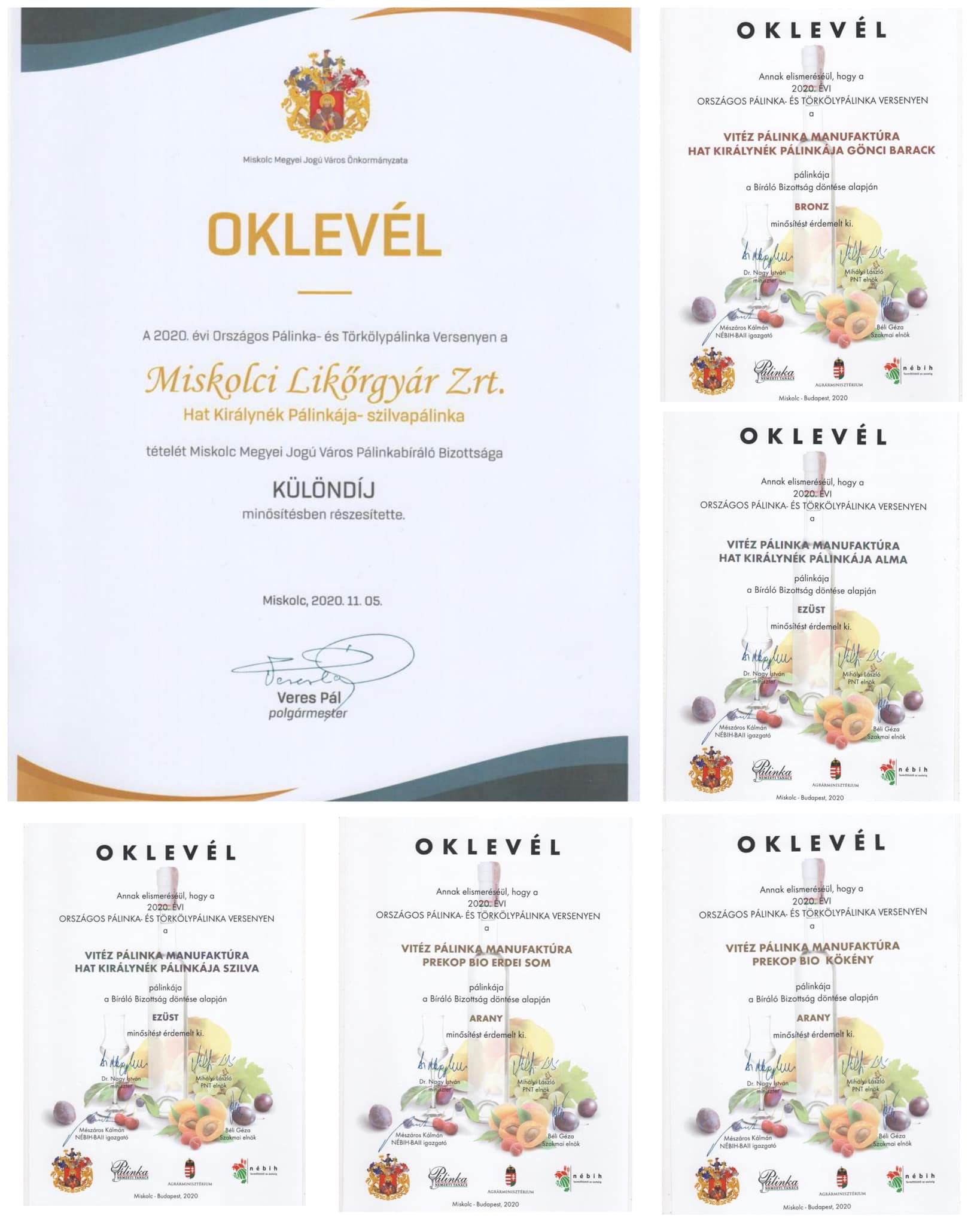
A 7. Országos Pálinka és Törkölypálinka Versenynek idén Miskolc adott otthon. A megmérettetésen rekordszámú, több mint 400 tételt neveztek. A Miskolci Likőrgyár Pálinkamanufaktúrája a versenyre öt pálinkával nevezett, amelyek közül; a több, mint harminc bíró döntése értelmében, kettő arany, kettő ezüst, és egy pedig bronz elismerést ért el.

### A gyár története a Városi Tanács vezetése alatt (1921-1965)
1926-tól a céget a város polgármestere vagy helyettese, továbbá a tanácsnokok együttesen jegyezték, így Szentpáli István polgármester halála miatt ettől az évtől már dr. Halmay Béla polgármester vezette a szeszfőzdét. 1936-ban dr. Hodobay Sándor polgármestert követve dr. Fekete László helyettes polgármester vitte tovább a likőrgyár vezetését. Ekkor már az utolsó alapító tagok is nyugdíjba vonultak, így Csontó Dezső tanácsnok és dr. Silbiger Bertalan főügyész helyett dr. Segesváry Viktor tanácsnok vette át a szeszfőzdét a helyettes polgármester mellett.
1938-tól dr. Fekete Bertalan lett Miskolc polgármestere, és ezáltal a szeszfőzde vezetője is. 1939-től Vas Simon felelős vezető kilépése után Feller Mihály vette át Miskolc város Központi Szeszfőzdéjének vezetését. Ugyanebben az évben egy rugalmasabb vezetési struktúrát határoztak meg, melynek értelmében a szeszfőzdét „egyrészt a város mindenkori polgármestere, vagy akadályoztatása esetén helyettese, másrészt a város egyik tanácsnoka együttesen /kollektive/ jegyzik.” 1941-től dr. Szlávy László helyettes polgármester, illetve dr. Faragó Elemér tanácsnok vezették a Központi Szeszfőzdét dr. Fekete Bertalan polgármester mellett.
A második világháború alatt, 1944-től dr. Honti Béla polgármester és dr. Varga László tanácsnok vezették a likőrgyárat. A háború után, 1946-tól dr. Gálffy Imre polgármester, dr. Székely Árpád tanácsnok és dr. Nyárády Bertalan tanácsnok cégjegyzői jogosultságát jegyezte a Céghivatal.
Ezt követően az államosítások idején, 1965-ig a gyáregység önálló vállalat maradt, melynek felügyeleti szerve a Miskolci Városi Tanács volt.

### A Miskolci Likőrgyár története a Magyar Likőripari Vállalat felügyelete alatt (1965-1985)
1965. április 1-jétől Miskolc város Központi Szeszfőzdéje a Magyar Likőripari Vállalat Miskolci Gyáregysége lett. Továbbra is rumok, brandy-k és likőrök gyártásával és palackozásával (0,05 l-től 1 l-es űrmértékig) foglalkozott, továbbá Borsod megye területén folytathatott kereskedelmi tevékenységet.

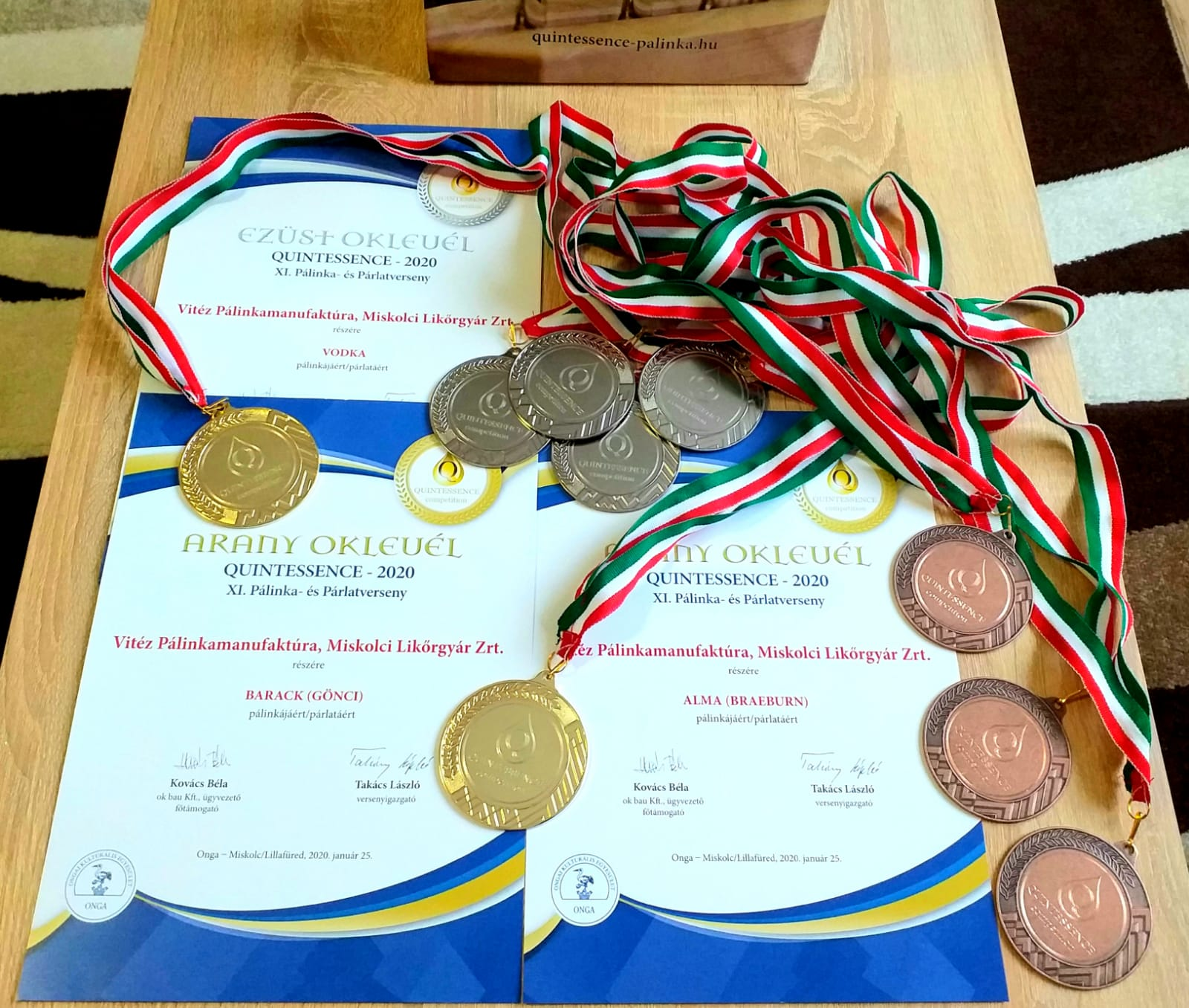
Quintessence - 2020 XI. Pálinka- és párlatfőzőverseny díjai

„A gyár 1971-től – újabb átszervezés következtében – a Kisvárdai Szeszipari Vállalat Miskolci Gyáregysége lett. A tevékenység két évig változatlan volt, majd 1973-ban a vállalat megszüntette gyáregységünknél a nagyobb méretű palackok töltését és ezt követően csak 0,05 l-es palackozást végeztünk.” – írja egy 1985-ös beszámoló. „1976. január 1-től gyáregységünkhöz csatolták a volt tanácsi Miskolci Ital- és Vegyicikkgyárat. Ekkor kezdődött a korszerü üdítőital gyártás és palackozás fejlesztési programja. Az uj üditőital üzem 1978. novemberben lett üzembe helyezve.”
A Miskolci Likőrgyár vezérigazgatója 1985-ben Lakatos Árpád volt. A gyáregység a Partizán út 13. szám alatt, az északi iparvidék területen működött, illetve egy kihelyezett göngyöleg telepe volt a Kilián-déli lakótelep közelében a Borsodtávhő és a Tejipari Vállalat szomszédságában. A Sárospataki Kereskedelmi telep munkajogilag szintén a gyárhoz tartozott. A gyár feladatait 188 ember látta el.
A likőrgyárnak három fő tevékenysége volt:
a) szeszesitalgyártás és -palackozás (kommersz cseresznye, barack és rum, várdai vodka, casinó rum, portoricói rum, cabinet brandy);
b) üdítőitalgyártás és -palackozás (hatféle ízválaszték, tapolcai szénsavas víz);
c) kereskedelmi tevékenység.
A Miskolci Likőrgyár Zrt. 1985. augusztus 15-én alakult.

### A Miskolci Likőrgyár dr. Oroszné dr. Prekop Erzsébet vezetése alatt (1992-2018)
A likőrgyár állami vállalatból történő társasággá alakítása több komplikációval járt – a gyár elveszítette vagyonát, tetemes tartozásai voltak. A már három éve a Miskolci Likőrgyárnál dolgozó dr. Oroszné dr. Prekop Erzsébet közgazdászként megkapta azt a feladatot, hogy ebben a helyzetben készítse elő a likőrgyár átalakítását. 1994-ben a gyár néhány hónapig felszámolás alatt állt. A sikertelen pályáztatások közben dr. Oroszné dr. Prekop Erzsébet megtette azokat a lépéseket, amelyek biztosították a gyár működőképességét. Az utolsó pályázaton maga a cég is indulhatott, így a dolgozók konzorciuma végül meg is nyerte azt. Az adósságok rendezése után a likőrgyár gyors fejlődésnek indult.
1999-től vezette be minőségi termékeit, a Míves Eredeti Gyümölcspálinkákat: a Gönci Barackot, a Zamatos Körtét, a Besztercei Szilvát és a Hegyaljai Törkölypálinkát. Szintén ettől az évtől palackozza a Lillafüredi természetes ásványvizet.
A cég 2003-ban kezdte el a „Miskolci” márkanéven bevezetett termékcsalád kialakítását, melynek során formaüveges kiszerelésben szilva, körte, barack ízekben jelent meg a piacon. A finom, gyümölcsre jellemző illatú és ízvilágú termékek aromáját és zamatát az eredeti gyümölcspárlatnak köszönheti. E termékek olyan alkoholos italok, melyek minimum 25 százalék valódi gyümölcspálinkát tartalmaznak, átmenetet képeznek a hideg úton előállított kommersz szeszesitalok és a valódi gyümölcspálinkák közt. 
2004-ben jött létre a Prekop Pálinkafőzde, mely ekkor 450 l-es, majd 2009-től 550 l egységgel működött. Már az első évben részt vettek pálinkaversenyen, ahol két aranyérmet és egy médiakülöndíjat vihettek haza.
2005-ben a Miskolci Likőrgyár elnyerte a „Magyarország Legeredményesebb Főzdéje” címet a HunDeszt pálinkaversenyen.
A cég 2005-ben tovább bővítette termékcsaládjait a Mézes Barack és Mézes Szilva ízekkel, melyek igen hamar közkedveltté váltak a fogyasztók körében, a méz és a gyümölcs harmóniájának köszönhetően. E két termék sikerére alapozva bővült a választék a Mézes Málnával és Mézes Vilmoskörtével.
A Miskolci Likőrgyár 2006-ban jelent meg a bio pálinkákkal, melyek alapanyagait a világörökség részét képező Aggteleki Nemzeti Park területéről szállítják. Ugyanebben az évben a Prekop Gönci barack elnyerte a Magyar Termék Nagydíjat.
2009-ben a „Prekop Gönci barackpálinkájuk elsöprő győzelmet aratott a Magyar Országos Pálinka és Nemzetközi Gyümölcspárlat Versenyen, ahol több mint 700 pálinka és gyümölcspárlat közül választották Magyarország Legjobb Pálinkájának.”
2014-ben a Magyar Gasztronómiai Szövetség szakmai zsűrije egy áruházi tételeken végzett vakteszt alkalmával a Prekop Gönci Barackpálinkát az értékelhetetlen („10 pont alatt”), „fogyasztásra nem javasolt” pálinkák közé sorolta, megjegyezve, hogy jól érezhetően elő- és utópárlatos.